# Kartódromo Municipal Ayrton Senna
O Kartódromo Municipal Ayrton Senna, também conhecido como Kartódromo de Interlagos, é um kartódromo de São Paulo. Fica junto ao Autódromo de Interlagos.

## História
O kartódromo foi inaugurado em 1970 e foi batizado com o nome do tricampeão mundial em 1996. E foi uma das primeiras pistas dedicadas à modalidade no mundo.

## Características
O espaço possui 12 curvas e um total de 1.150 metros de extensão. Recebeu asfalto novo em 2015 além de outras melhorias decorrentes da reforma do autódromo realizadas em 2014.

## Competições
O kartódromo está disponível para vários tipos de competição e lazer, tanto amador, com o chamado "kart de lazer", por meio de aluguel de um kart, como também para aqueles que possuem o seu próprio veículo, no chamado "treino livre", além das competições profissionais com veículos customizados e equipes próprias, sendo que as corridas são abertas ao público.